# Borna (Liebschützberg)
Borna ist ein Ortsteil der Gemeinde Liebschützberg im Landkreis Nordsachsen in Sachsen.

## Geografie und Verkehrsanbindung
Der Ort liegt östlich von Oschatz und westlich von Riesa an der S 31. Durch den Ort fließt die Döllnitz, ein linker Nebenfluss der Elbe, die weiter östlich fließt. Südlich verläuft die B 6 und östlich die B 182.

## Geschichte
Die Ortshistorie ist geprägt durch die Geschichte des Gutes in Borna. Dorf und Rittergut bildeten bis weit zum Anfang des 20. Jahrhunderts hinein juristisch betrachtet zwei eigenständige Ortschaften. Früh waren Ort und Gut bei der Familie von Truchsess, auch Truchsess von Borna oder Truchsess von Wellerswalde genannt, mit einem Hauptsitz in Borna. Sie übten auch das Truchsess-Amt der Markgrafschaft Meißen aus. Bereits 1203 treten sie als Zeugen in alten Urkunden auf. Auch in der Umgegend besaßen sei einige Hufen. Bis 1498 finden sich Nachweise ihres Grundbesitzes in Borna. Mitte des 18. Jahrhunderts waren Teile des Gutes bei der Familie von Schönberg. Bekannter Vertreter dieses Adelsgeschlecht vor Ort war Otto Christian von Schönberg-Bornitz (1721–1785), der während des Siebenjährigen Krieges einige Jahre in preußischer Gefangenschaft verbrachte. An ihn erinnert bis heute ein Schild in der Patronatsloge der Kirche Borna samt Ketten aus seiner Haftzeit. Er war ein direkter Nachfahre des Hausmarschalls Hans Wolf von Schönberg.
Um 1833 ist ein Rittergutsbesitzer von Starschedel der Gutsinhaber. Vor 1871 war Gut Borna dann in bürgerlichen Händen des E. Schönberg, er wohnte aber in Pochra bei Riesa. Im Ort Borna befanden sich 1880 etwa 50 bewohnte Gebäude mit einer Gesamteinwohnerzahl von 348 Einwohnern, auf dem Gut waren zwei Wohneinheiten und 23 Bewohner und das dazugehörige Vorwerk Borna besaß ein Gebäude mit sechs Einwohner.
Eine Familiengruft in Borna erinnert an die letzten Gutseigentümer, an die alte Adelsfamilie von Byern. Erworben hatte die Begüterung Borna 1877 der Landwirt Gero von Byern (1846–1891). Er war der Sohn des Rudolf von Byern (1805–1882) und der Klara von Britzke (1817–1893) auf Schloss Parchen. Das Mitglied des Deutschen Reichstags Rudolf von Byern war sein Bruder. Das Rittergut Borna hatte 1908 einen Umfang von 250 ha und gehörte zunächst einer Erbengemeinschaft. Die Erben waren die Witwe Melanie, geborene Keil, Tochter des Schriftstellers Ernst Keil und der Lina Aston, und die Kinder Horst, Katharina und Gerhard, der selbst dann später Plantagenbesitzer wurde und den Besitz Plantage Borna benannte, in Deutsch-Ostafrika liegend. Alleinerbe wurde vor 1925 auf den damals 298 ha dann Horst von Byern (1873–1930) verheiratet mit Anneliese von Treu (1874–1956), die als Witwe zuletzt in Leipzig lebte und das Rittergut an den Sohn Gero von Byern gab.

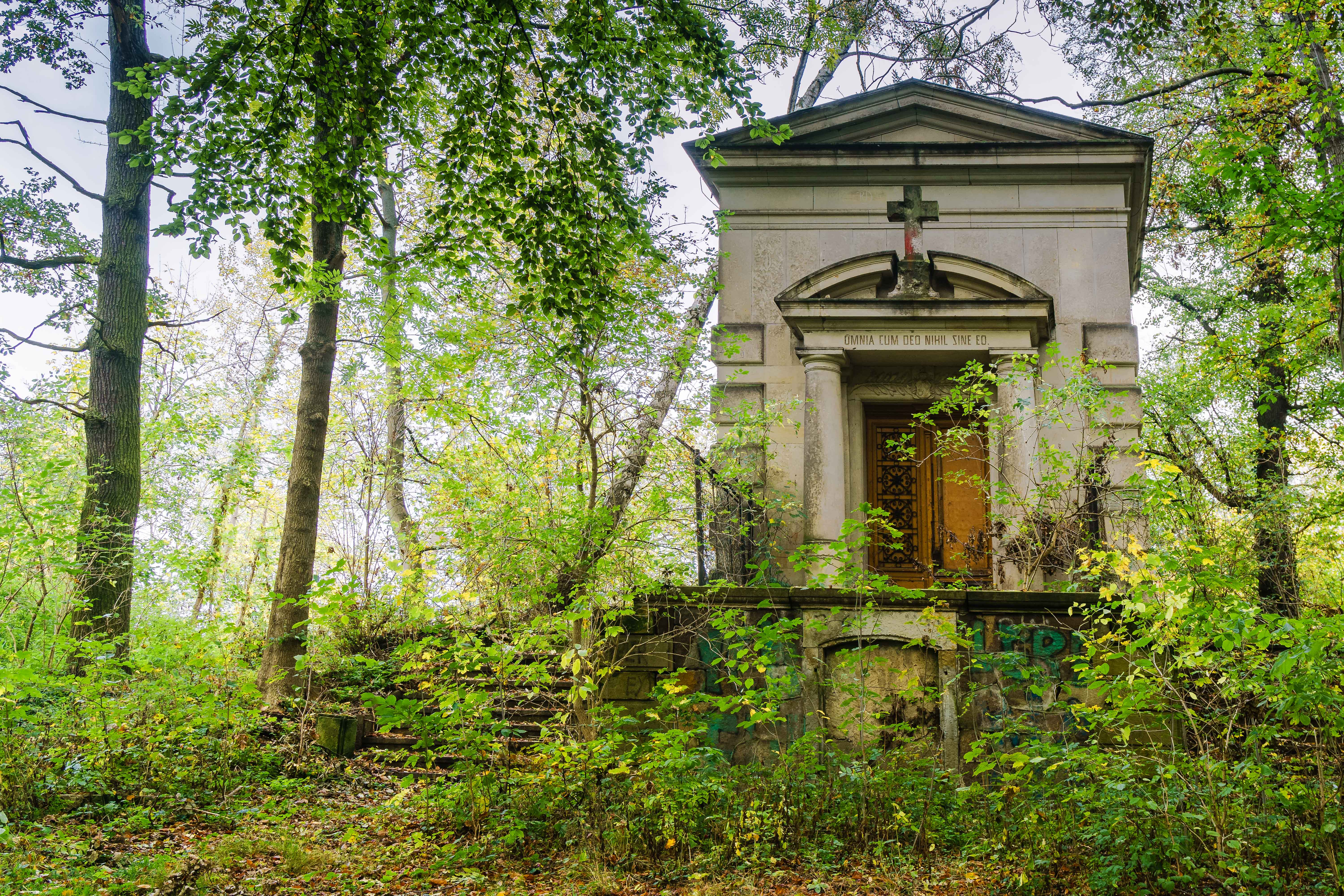
Familiengruft der von Byern in Borna

Am 1. Juli 1950 wurden die bis dahin eigenständigen Gemeinden Bornitz und Wadewitz eingegliedert.

## Kulturdenkmale
In der Liste der Kulturdenkmale in Liebschützberg sind für Borna acht Kulturdenkmale aufgeführt.

## Sohn des Ortes
- Carl Gottlob Abela (1803–1841), Kantor in Halle